# Clausena indica
Clausena indica är en vinruteväxtart som först beskrevs av Dalz., och fick sitt nu gällande namn av Oliver. Clausena indica ingår i släktet Clausena och familjen vinruteväxter. Inga underarter finns listade i Catalogue of Life.